# Kent River
Kent River är ett vattendrag i Australien. Det ligger i delstaten Western Australia, omkring 360 kilometer söder om delstatshuvudstaden Perth.
I omgivningarna runt Kent River växer i huvudsak städsegrön lövskog. Genomsnittlig årsnederbörd är 1 249 millimeter. Den regnigaste månaden är juni, med i genomsnitt 198 mm nederbörd, och den torraste är februari, med 18 mm nederbörd.